# Trochosa infausta
Trochosa infausta este o specie de păianjeni din genul Trochosa, familia Lycosidae. A fost descrisă pentru prima dată de Mello-leitao, 1941. Conform Catalogue of Life specia Trochosa infausta nu are subspecii cunoscute.